# Idroscalo di Pavia
L'Idroscalo di Pavia fu un'infrastruttura servita dalla SISA, la prima compagnia aerea italiana per il trasporto di passeggeri, che gestiva la rotta Torino-Trieste.
Strutture del tutto analoghe a quella di Pavia furono realizzate in altre città servite dalla stessa compagnia aerea, quali Torino, Venezia, Trieste e Zara.

## Storia

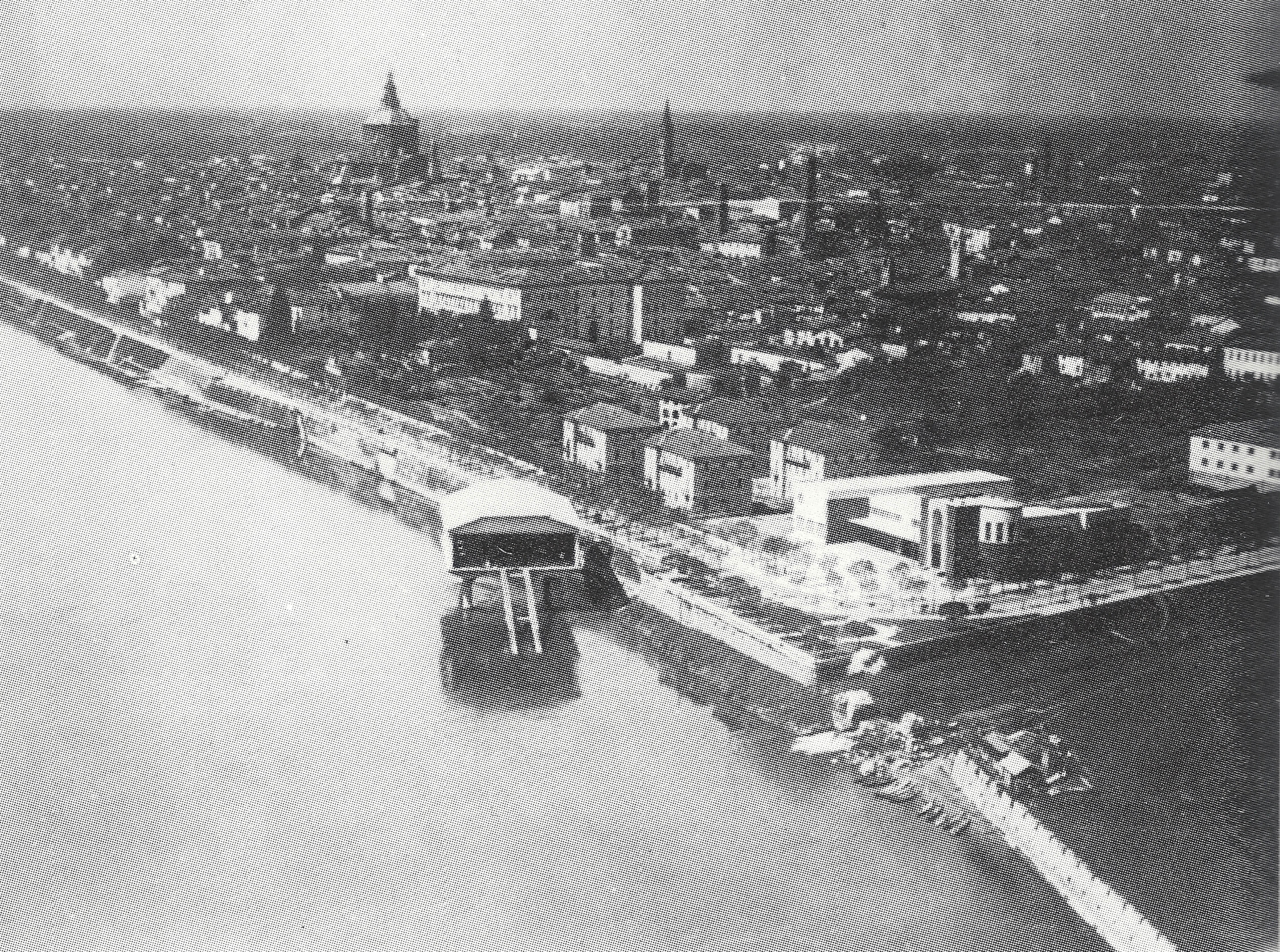
L'idroscalo negli anni venti

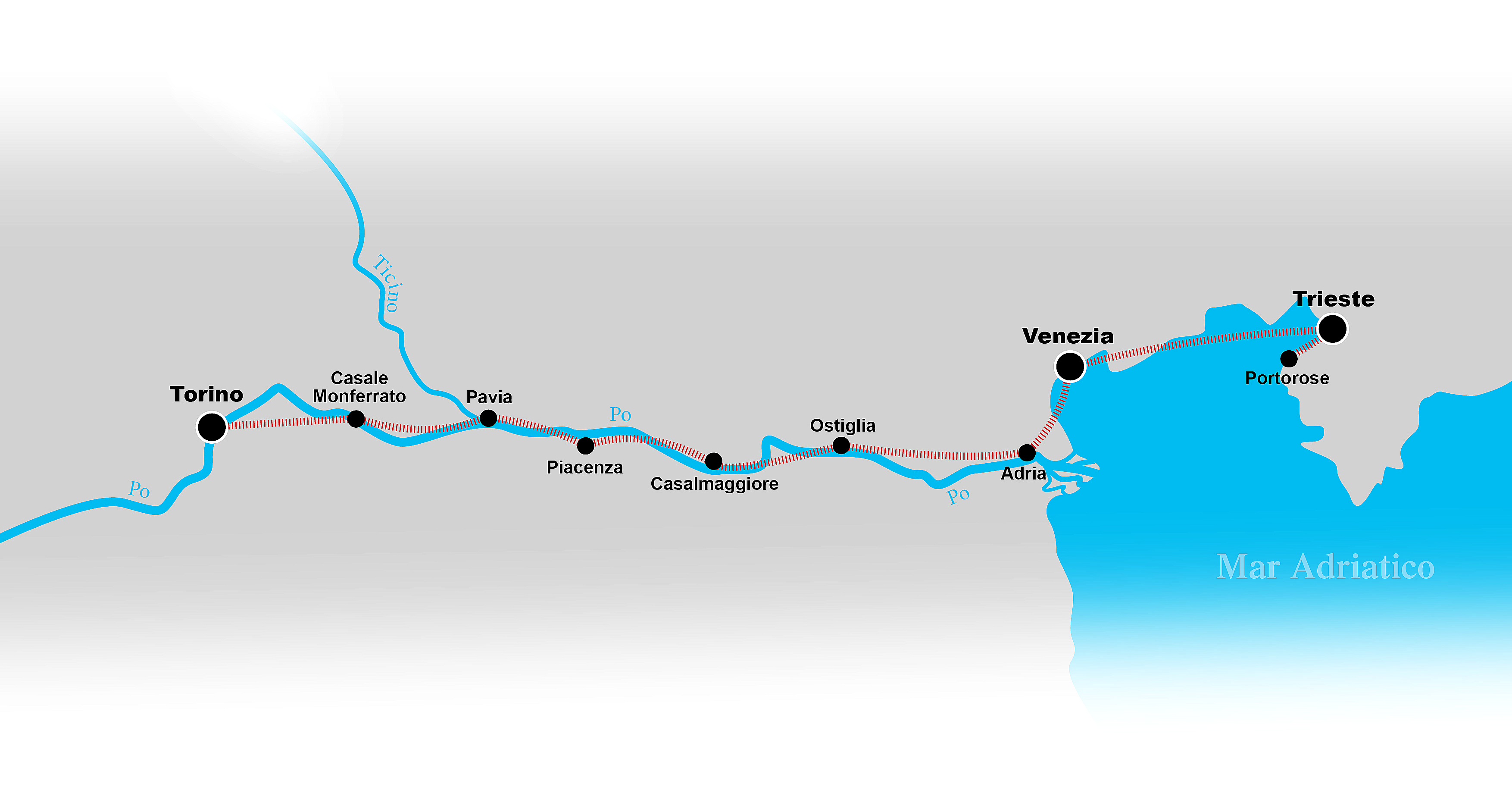
Tratta degli idrovolanti della società SISA

La costruzione dell'Idroscalo di Pavia risale al 1926 e fu contemporanea a quella di analoghe strutture nei principali scali della tratta Torino-Trieste, gestita dalla Società Italiana Servizi Aerei fondata dai fratelli triestini Cosulich, che ne fecero la prima linea di aviazione civile operante in Italia. L'idroscalo di Pavia divenne strategico per la tappa di rifornimento e per lo smistamento di merci e posta anche per la vicina area milanese.
La cerimonia di inaugurazione avvenne il 1º aprile 1926 alla presenza del dittatore fascista Benito Mussolini (salito al potere quattro anni prima), accogliendo il volo inaugurale, che partì dall'Idroscalo di Torino con un piccolo idrovolante biplano monomotore CANT 10 Ter a cinque posti interni pilotato dal generale Balzani. La rotta seguiva il corso del fiume Po e prevedeva scali a Pavia ed a Venezia, con arrivo all'Idroscalo di Trieste, che fu ricavato riadattando un precedente scalo militare.
Il volo aveva una durata di circa cinque ore e copriva una distanza di 574 chilometri.
Il 16 ottobre 1926 venne creata la seconda linea, che idealmente continuava la rotta della prima: essa collegava Venezia a Zara, facendo scalo a Trieste e Lussinpiccolo.
L'idroscalo rimase in funzione fino al 1942, quando la SISA venne assorbita dalla Società Aerea Mediterranea; nel corso dei decenni attraversò anche un periodo di utilizzo da parte di privati, venendo definitivamente abbandonato nel 1981. Dopo un parziale recupero nel 1992, la struttura fu acquistata nel 1999 dalla società che prende il suo nome, le cui quote di maggioranza sono nelle mani dell’imprenditore Carmine Napolitano. Dopo anni di degrado e numerosi progetti di recupero incompiuti, grazie al progetto dell’architetto Luisa Marabelli, nel novembre 2017 viene ottenuto il via libera dalla Commissione Paesaggio per la riqualificazione della struttura. Nell'aprile 2018 si pronuncia positivamente anche la Sopraintendenza Belle Arti e Paesaggio. Attualmente si è in attesa dell'inizio dei lavori di ristrutturazione.
Il progetto dell'architetto Marabelli consiste nel recupero funzionale della struttura con un ampio spazio espositivo ed un ristorante, mirando a trasformare l'edificio in una terrazza sul fiume che dovrebbe attirare anche molti turisti.
Nel novembre 2024 il Comune di Pavia torna in possesso dell'Idroscalo, acquistandolo dall'imprenditore Carmine Napolitano, per una somma di circa cinquecentomila euro. Il progetto “Waterfront” del Comune di Pavia per riqualificare l'intera area lungo il fiume può finalmente avere inizio.

## Caratteristiche
Progettata da Giuseppe Pagano, la struttura dell'idroscalo è relativamente semplice e consiste in un hangar costruito su piloni in cemento armato poggianti sul greto del fiume, con finestre su tre lati e collegato a terra sul lato senza finestre tramite due scivoli. L'attracco degli idrovolanti e le operazioni di imbarco e sbarco dei passeggeri avvenivano al termine degli scivoli, mentre l'hangar sopraelevato veniva impiegato per il rimessaggio e le operazioni di manutenzione dei velivoli. Originariamente aveva un numero civico, il n. 51 del Lungo Ticino Sforza, la cui targhetta si può ancora vedere sul muro esterno dal lato della strada.